# Patrick Olsson
Eje Patrick Olsson, född 2 februari 1964 i Älmhult, Kronobergs län,  är en svensk musiker och radiopratare.
Han var trummis i The Creeps, Deeptone och i punkbandet Spy  och har senare arbetat som radiopratare i Retro FM. Tidigare var han en av programledarna i Morrongänget på Mix Megapol Malmö i Malmö. Han spelar nu i bandet Honks.
Har även arbetat som programledare på Vinyl i Malmö tidigare. 
Olsson har gått radiomediautbildningen vid Akademi Båstad.